# Gran siniscalco del Regno di Sicilia e di Napoli
Nel Regno di Sicilia la figura del gran siniscalco fu introdotta dal re Ruggero II: sottoposto al gran connestabile, era uno dei sette grandi ufficiali del Regno, e – per la precisione – il settimo ed ultimo, con il compito di amministrare le proprietà reali e provvedere al vitto del sovrano e della sua corte, preceduto dal gran cancelliere. Si occupava anche di gestire le scuderie ed organizzare le battute di caccia del re, incarichi successivamente assegnati rispettivamente al cavallerizzo e al maestro di caccia; dietro ordine del sovrano, poteva punire tutti i suoi familiari. Quando si riuniva il parlamento reale il gran siniscalco sedeva ai piedi del sovrano e, come gli altri ufficiali, indossava un mantello color rosso porpora foderato di ermellino. La carica sopravvisse in età angioina e aragonese. Lo storico Giovanni Pontano definì il gran siniscalco "maestro di campo", mentre Scipione Ammirato "maggiordomo della Casa Reale" e "supremo ufficiale preposto alla tavola". Per stemma, oltre a quello della propria casata, aveva una coppa di leocorno. La carica garantiva un'entrata fissa di 2 190 ducati.

## Cronologia dei gran siniscalchi
Cronologia dei gran siniscalchi per anno o periodo di nomina:
- Riccardo d'Altavilla (1118-1125 circa);
- Ugolino di Tocco (1195);
- Goffredo di Sanguineto, conte di Corigliano (1269);
- Giovanni d'Apia (1292);
- Carlo della Leonessa (1302);
- Goffredo di Milliaco (1303);
- Ugone del Balzo, conte di Soleto (1307);
- Leone da Reggio (con Roberto d'Angiò);
- Roberto de Cabani, conte di Eboli (1345);
- Niccolò Acciaiuoli, conte di Melfi (1348 e 1360);
- Salvatore Zurolo, I conte di Sant'Angelo dei Lombardi e di Potenza, già milite regio al servizio di (Ladislao I di Napoli);
- Cristoforo di Costanzo (1352);
- Angelo Acciaiuoli, conte di Melfi (1366);
- Marsilio da Carrara (1382);
- Salvatore Capece Zurlo (con Ladislao d'Angiò-Durazzo ante 1404);
- Gabriele Orsini, duca di Venosa (1409);
- Artuso Pappacoda (1410);
- Giovanni Scotto (illegittimo, creato da Luigi II d'Angiò-Valois nel 1415 circa);
- Pietro d'Andrea, conte di Troia (1415 circa);
- Sergianni Caracciolo, duca di Venosa (gennaio 1418);
- Enrico d'Anna (1425);
- Francesco d'Aquino, conte di Loreto (1438);
- Francesco Capece Zurlo, conte di Nocera (1442);
- Innico di Guevara, marchese del Vasto (1444);
- Pietro di Guevara, marchese del Vasto (1470);
- Stefano Bicesi, signore di Belcaires (1501);
- Carlo di Guevara, conte di Potenza (1535);
- Alfonso di Guevara, conte di Potenza (con Carlo V di Spagna);
- Alfonso II di Guevara, conte di Potenza (con Filippo II di Spagna);
- Innico I di Guevara, duca di Bovino (27 luglio 1584);
- Giovanni II di Guevara, duca di Bovino (1602);
- Carlo Antonio di Guevara, duca di Bovino (1631);
- Giovanni III di Guevara, duca di Bovino (1674);
- Carlo Antonio II di Guevara, duca di Bovino (1704);
- Innico II di Guevara, duca di Bovino (1708);
- Giovanni Maria di Guevara, duca di Bovino (1748);
- Prospero di Guevara Suardo, duca di Bovino (1778);
- Carlo di Guevara Suardo, duca di Bovino (1799).